# 3-아이오도티로신
3-아이오도티로신(영어: 3-iodotyrosine)은 벤젠 고리의 메타 위치에서 티로신의 아이오딘화로부터 유도되는 갑상샘 호르몬 합성에서의 대사 중간생성물이다. 모노아이오도티로신이라고도 한다. 3-아이오도티로신은 다이아이오도티로신과 결합하여 갑상샘의 콜로이드에서 일어나는 것처럼 트라이아이오도티로닌을 생성할 수 있다. 3-아이오도티로신 두 단위가 결합하여 3,3'-다이아이오도티로닌을 형성할 수 있다.
3-아이오도티로신은 티로신 하이드록실화효소의 가역적 저해제이다.

## 도파민 연구에서의 관련성
신경전달물질인 도파민의 합성 경로 저해제인 3-아이오도티로닌은 노랑초파리의 사회적 행동에서 도파민 수치의 감소 효과를 측정하는데 사용되었다. 24시간 동안 3-아이오도티로신을 공급받은 3~4일된 노랑초파리는 도파민의 수치가 변화된 것으로 나타났다.